# La revuelta (programa de La 1)
La revuelta es un programa de televisión producido por RTVE en colaboración con Encofrados Encofrasa y El Terrat, para su emisión en La 1 de Televisión Española desde el 9 de septiembre de 2024. El formato es presentado por David Broncano y se emite de lunes a jueves a las 21:45. Sucede a La resistencia, programa emitido en Movistar Plus+ entre 2018 y 2024.

## Formato
David Broncano, junto con Jorge Ponce, Ricardo Castella, Grison y sus demás colaboradores, comandan La revuelta, un programa cómico en el que tienen cabida múltiples secciones y entrevistas desde el Teatro Príncipe Gran Vía de Madrid.

## Posibles nombres anteriores
Antes de que se supiera el verdadero nombre del programa, se especulaba con otras denominaciones como La resiliencia pero un anuncio en RTVE descartó está posibilidad. Dicho anuncio consistía en una pantalla de un ordenador macOS en OpenOffice Writer escribiendo nombres como La residencia o Las noches de Broncano; hasta que para en el nombre La revuelta, lo subraya y debajo indica «Muy pronto».
En el programa número 11 se dice que querían poner nombres muy parecidos a La resistencia pero no se lo permitían por copyright, nombres como La resistencia y La resiliencia. También se menciona que querían ponerle algún nombre gracioso como Lentejas a las dos.

## Equipo

### Técnico
Dirección y producción ejecutiva
David Broncano, Jorge Ponce y Ricardo Castella
Producción ejecutiva
Xen Subirats (El Terrat) y Carmen Marín (RTVE)
Producción
Agustín Alonso (Delegado de Contenidos de RTVE) y Ana Sánchez (RTVE)
Dirección creativa
Pilar Mesa
Dirección de producción
Lydia Cerrudo y Juan José Cestau
Jefe de producción
Carlos Herrero
Subdirección
José Javier Valera
Coordinación de guion
Diego Fabiano
Guion
Miguel Campos, Danny Boy-Rivera, Iggy Rubín, Helena Pozuelo, Xavi Daura, Yunez Chaib, Manuel Álvarez, Javier Díaz-Pinés, Sandra Flores, Elena Beltrán y Antonio Trashorras
Realización
David Olivares
Animador
Sergio Bezos
Redacción digital
Carlos Villanueva
Iluminación
Santiago Sánchez
Sonido
José Antonio Ramos
Posproducción y grafismo
Aarón Aguilera

### Presentadores
| Presentador      | Información                                   |      |      | Programas |
| Presentador      | Información                                   | 2024 | 2025 | Programas |
| ---------------- | --------------------------------------------- | ---- | ---- | --------- |
| David Broncano   | Humorista y presentador de televisión.        |      |      | 1 - ¿?    |
| Ricardo Castella | Humorista, actor y presentador de televisión. |      |      | 1 - ¿?    |
| Jorge Ponce      | Cómico y guionista.                           |      |      | 1 - ¿?    |
| Grison           | Beatboxer y músico.                           |      |      | 1 - ¿?    |

     Presentador principal
     Copresentadores

### Colaboradores/as
| Colaborador/a                                   | Información                   |      |      |
| Colaborador/a                                   | Información                   | 2024 | 2025 |
| ----------------------------------------------- | ----------------------------- | ---- | ---- |
| Antonio Resines                                 | Actor.                        |      |      |
| Ernesto Sevilla                                 | Cómico y actor.               |      |      |
| Lalachus                                        | Cómica.                       |      |      |
| Pablo Ibarburu                                  | Cómico.                       |      |      |
| Sergio Bezos                                    | Cómico y animador de público. |      |      |
| Valeria Ros                                     | Cómica y presentadora.        |      |      |
| Yunez Chaib                                     | Cómico.                       |      |      |
| Pepe Macías                                     | Hombre mágico.                |      |      |
| Pantomima Full (Alberto Casado y Rober Bodegas) | Cómicos.                      |      |      |

## Controversias

### Contratación por RTVE
Desde antes de empezar el programa, se generó polémica por la contratación de David Broncano y su show La revuelta para emitirse en La 1 de Televisión Española, en competencia directa con El hormiguero de Antena 3. El programa de Motos se percibe como muy crítico con el gobierno de Sánchez, por lo que David Broncano declaró «Decir que me ha puesto Pedro Sánchez es ridículo, ofensivo y mentira». Meses antes, en la tertulia de El hormiguero, Juan del Val indicó «El problema no es Broncano, el problema es que Moncloa quiera acabar con Pablo Motos». Su mujer, Nuria Roca, también colaboradora de este espacio, comentó: «Estamos hablando de una televisión pública que pagamos todos y que es de todos». Pablo Motos, presentador del programa, opinó que «Es incómodo hablar de un tema en el que estás implicado, aunque no quieras. Siempre que hacemos el programa hay alguien en la competencia. No es la primera vez ni la última. Llevamos 18 años haciendo el programa. Bienvenida sea la competencia, bienvenido sea Broncano, bienvenido sea quien sea. Estamos aquí y que cada uno elija la opción que le dé la gana. No hay nada más democrático que el mando a distancia» y añadió «A mí lo que me sabe mal son los trabajadores de TVE que deben estar viendo cómo ridiculizan el prestigio de una cadena extraordinaria con profesionales extraordinarios y creo que no se merecen este juego...».
Dos meses después del estreno del programa, José Manuel Martín Medem, consejero del Consejo de Administración de RTVE en el momento de la contratación, afirmó en una entrevista en el periódico El Español que «para aprobar lo de David Broncano [a Elena Sánchez, presidenta de RTVE] la hostigaron, la presionaron, cayeron sobre ella José Miguel Contreras, asesor de Moncloa; el secretario de Estado de Comunicación [Francesc Vallès]; Óscar López, que entonces era jefe de gabinete de Sánchez; el ministro de Justicia, Félix Bolaños; e incluso Zapatero.»

### Competencia desleal
El 21 de noviembre de 2024, coincidiendo con el Día Mundial de la Televisión, David Broncano anunció que no se iba a poder entrevistar al invitado de ese día, Jorge Martín, piloto español de motociclismo, que ya se encontraba en el camerino del programa, debido a que se le había presionado para que fuera primero a El hormiguero, de Antena 3. David Broncano denunció que era «una cosa que lleva pasando años, desde que estábamos en La resistencia [...] que no éramos ni competencia, pero siempre ha habido, por su parte, mucho juego con esto [..] Mucha gente nos critica porque hacemos chistes con El hormiguero [...] y ellos siempre se han mantenido como elegantes [...] Ojalá ellos me respondiesen a mis chistes con chistes y no con cosas por debajo [...] Ellos en teoría también son un programa de comedia [...] La cantidad de veces que nos han movido la agenda... que nos han llamado las distribuidoras... los representantes diciendo: oye, sé que iban a venir la semana que viene, pero no se puede porque se han enterado y tenemos que cancelarlo o moverlo [...] Lo que pasa es que hoy ha sido exagerado porque ha sido con el invitado aquí [...] Creo que la forma de visibilizar la ofensa y el ataque a nuestro trabajo es que directamente hoy no hay entrevista [...] y hoy ponemos imágenes de animales durante 20 minutos». El presentador invitó al público de ese día a volver otro día para ver «un programa normal entero». El hormiguero, por su parte, alegó en la red social X: «Ha sido un malentendido sin mayor importancia. Dos semanas antes de la final, habíamos acordado contar en exclusiva con Jorge Martín en nuestro programa. Hoy uno de sus representantes ha cometido un error al cambiar la visita que tenían programada con otro piloto. Tras lo sucedido, Dorna, empresa organizadora del Mundial de Motociclismo, contactó con los representantes para resolver la situación». Pese a que según Dorna Sports no existe una exclusividad por contrato, la agencia de Jorge Martín se disculpó en un comunicado por no avisar a El hormiguero de que tenían intención de ir antes a La revuelta.
En el primer programa de El hormiguero emitido después de la polémica, Pablo Motos dijo: «Con la confesión de Aldama, con todas las implicaciones del Gobierno, y con la DANA y toda esta gente desatendida, tener que hablar de la gestión de una entrevista me da un poco de reparo, pero necesito restablecer la verdad [...] Hay intereses y cortinas de humo que uno no puede controlar [...] De El hormiguero se habla mucho, de mí también, a veces barbaridades [...] Siempre he intentado evitar polémicas, incluso, cuando desde otros programas de la competencia, se han hecho, y se hacen contra mí, de manera continuada, pullas de mal gusto, irrespetuosas, camufladas de humor cuando en realidad son ataques. Y lo aguanto, pero no puedo permitir que se ponga en duda el trabajo del equipo de El hormiguero y se insinúen cosas que no son ciertas [...] Con Jorge teníamos entrevista cerrada y pactada desde el 29 de octubre, casi un mes antes. Teníamos el compromiso por parte de su equipo de que la primera entrevista la daría en El hormiguero. Y lo reclamamos, porque, para nosotros, ofrecer cada día el mejor programa es una cosa muy seria [...] Nos explican que se ha producido una falta de coordinación entre las personas que llevan la agenda de Jorge y la solución que deciden es que Jorge grabaría esa entrevista y no se emitiría antes de venir aquí a El hormiguero. Así que Jorge sí que hizo la entrevista el pasado jueves, sí que se grabó, pero esto se ocultó. Y se supo al día siguiente gracias a los medios independientes que desmintieron la versión oficial y a espectadores y periodistas que estuvieron en la grabación de ese programa. No estaría aquí dando esta explicación de algo que pasa todos los días en periódicos, revistas y programas de televisión si no se hubieran contado las cosas para que parezcan lo que no son y no se hubiera dudado de la profesionalidad de nuestro equipo y menos si esa versión deformada se difunde desde una televisión pública. Una televisión que pagamos todos los ciudadanos con nuestros impuestos. Una televisión pública que estimó que este era uno de los tres temas más importantes que han pasado en España y en el mundo ese mismo día. No estoy exagerando. Lo que era un mero malentendido con un invitado fue convertido en una de las noticias principales del Telediario [...] Es muy sorprendente que nadie de TVE nos haya llamado a nosotros ni a Atresmedia. Esta mala praxis periodística es más propia de la desinformación que de una televisión pública que omite el primer deber del periodismo que es del contrastar la información. Por eso, a todo el equipo del programa y a mí, nos cuesta creer que no haya otros intereses detrás de toda esta versión tergiversada de lo que ocurrió. Que se caigan los invitados de la agenda es lo más normal en cualquier programa. Y ahí está la destreza de un buen equipo para encontrar una forma de sacarlo adelante de una forma decentemente. Nos ha pasado a nosotros, les ha pasado a cualquiera que se dedique a esto y lo que lamento es que alguien haya transformado un tema así en una cuestión de Estado».
De la respuesta de Pablo Motos se criticó que utilizase en su discurso la tragedia de las inundaciones de la DANA de 2024 en España y que politizase el asunto. También que, durante la respuesta, criticando que TVE había hecho desinformación, pusiese de fondo una noticia falsa de El Mundo que decía: «Exclusiva. RTVE abre sus informativos con la polémica entre Broncano y Motos en pleno estallido del caso Aldama» y que este periódico tuvo que borrar, además de que hiciese una afirmación falsa, diciendo que: «TVE estimó que este era uno de los tres temas más importantes que han pasado en España y en el mundo ese mismo día», pues no fue una de las tres primeras noticias en ninguna de las ediciones del Telediario.
Unas semanas antes de la polémica, Mario Casas comentó en La revuelta que había aceptado ir antes a promocionar Escape a El hormiguero, a pesar de que la película cuenta con la participación de RTVE, porque así lo había acordado con El hormiguero, a lo que David Broncano contestó: «A nosotros nos da igual que la gente vaya primero allí que aquí» y Casas le respondió: «A ellos creo que no».

## Temporadas
| Temporada | Programas | Estreno                 | Final               | Audiencia media | Audiencia media |
| Temporada | Programas | Estreno                 | Final               | Espectadores    | Cuota           |
| --------- | --------- | ----------------------- | ------------------- | --------------- | --------------- |
| 1         | 159       | 9 de septiembre de 2024 | 10 de julio de 2025 | 1 681 000       | 13,5%           |
| 2         |           | 8 de septiembre de 2025 | 9 de julio de 2026  |                 |                 |
| Total     | 159       | 9 de septiembre de 2024 | TBA                 |                 |                 |

## Premios y nominaciones
- El 23 de octubre de 2024 el programa fue reconocido con el Premio Ondas Nacional de Televisión al Mejor Programa de Entretenimiento, siendo la ceremonia de entrega el 14 de noviembre de 2024.[36][37]
- El 12 de noviembre de 2024 se anuncia que el programa ha sido nominado a cuatro categorías de los Premios Iris, resultando ganador de todas ellas:[38] Mejor Programa de Entretenimiento, Mejor Presentador/a de Programas de Entretenimiento, Mejor Dirección de Programas y Mejor Guion de Entretenimiento, siendo la ceremonia de entrega el 14 de enero de 2025.[39]
- El 16 de diciembre de 2024 el programa es nominado en la categoría de Entretenimiento de comedia o variedades en los Premios Rose d’Or Latinos, no llevándose el premio en la gala de entrega del 21 de enero de 2025.[40][41][42]

| Año  | Premio            | Categoría | Resultado |
| ---- | ----------------- | --- | --------- |
| 2025 | Rose d’Or Latinos | Entretenimiento de comedia o variedades | Nominado  |
| 2024 | Premios Iris      | Mejor Guion de Entretenimiento: Javier Valera, Diego Fabiano, Helena Pozuelo, Danny Boy-Rivera, Elena Beltrán, Javier Díaz-Pinés, Xavi Daura, Sandra Flores, Manuel Álvarez, Yunez Chaib, Iggy Rubin y Miguel Campos | Ganador   |
| 2024 | Premios Iris      | Mejor Dirección de Programas: David Broncano, Jorge Ponce y Ricardo Castella | Ganador   |
| 2024 | Premios Iris      | Mejor Presentador/a de Programas de Entretenimiento: David Broncano | Ganador   |
| 2024 | Premios Iris      | Mejor Programa de Entretenimiento | Ganador   |
| 2024 | Premios Ondas     | Premio Ondas Nacional de Televisión a Mejor Programa de Entretenimiento | Ganador   |